# Rattenigel
Die Rattenigel oder Haarigel (Galericinae oder Hylomyinae) sind eine Unterfamilie der Igel (Erinaceidae). Die 16 Arten dieser Gruppe leben in Ost- und Südostasien.

## Beschreibung
Rattenigel ähneln eher Nagetieren oder großen Spitzmäusen als den Stacheligeln (Erinaceinae), der zweiten Unterfamilie der Igel. Sie haben keine Stacheln und sind meist mit einem weichen, graubraunen oder schwarzen Fell bedeckt. Die Schnauze ist relativ lang, Augen und Ohren sind gut entwickelt.

## Lebensweise
Rattenigel bewohnen dichtbewachsene Wälder oder Sümpfe, kommen allerdings manchmal auch auf Feldern und Plantagen vor. Sie können sowohl am Tag als auch in der Nacht aktiv sein und ziehen sich zur Ruhe in hohle Baumstämme, unter Baumwurzeln oder in verlassene Tierbaue zurück. Die Tiere leben vorwiegend einzelgängerisch. Gegenüber Fressfeinden verteidigen sie sich mit dem stinkenden Sekret ihrer Duftdrüsen.
Mit ihrer langen Schnauze suchen sie im dichten Gebüsch oder in verfaultem Pflanzenmaterial nach Nahrung. Diese besteht in erster Linie aus Insekten und Regenwürmern. Gelegentlich nehmen sie auch kleine Wirbeltiere, Aas und Früchte zu sich.

## Fortpflanzung
Über die Fortpflanzung dieser Tiere ist relativ wenig bekannt. Die Rattenigel dürften keine saisonale Paarungszeit kennen und bis zu zweimal im Jahr Nachwuchs gebären. Nach einer Tragzeit von 30 bis 40 Tagen bringt das Weibchen zwei bis vier Junge zur Welt. Das höchste bekannte Alter eines Rattenigels in Gefangenschaft betrug knapp fünf Jahre.

## Bedrohung
Die Hauptbedrohung der Rattenigel liegt im Verlust ihres Lebensraumes durch Waldrodungen und Umwandlung in Plantagen und Siedlungsgebiete. Vier Arten werden von der IUCN als bedroht oder stark bedroht gelistet.

## Gattungen und Arten
- Der Große Rattenigel (Echinosorex gymnurus) bewohnt Sümpfe und Wälder auf der Malaiischen Halbinsel sowie auf Sumatra und Borneo. Er sucht auch in Flüssen nach Nahrung und nimmt vermutlich auch Krustentiere, Frösche und Fische zu sich. Mit einer Gesamtlänge von bis zu 75 Zentimetern und einem Gewicht von bis zu zwei Kilogramm ist er der größte lebende Igel. Sein Fell ist schwarz, das Gesicht und die Schultern sind weiß gefärbt.
- Der Spitzmausigel (Neotetracus sinensis) ist mit einer Kopfrumpflänge von 10 bis 11 Zentimetern und einer Schwanzlänge von vier bis sechs Zentimetern der kleinste Igel. Er bewohnt höhergelegene Wälder in Südchina, Myanmar und Nordvietnam.
- Der Hainan-Rattenigel (Neohylomys hainanensis) lebt ausschließlich auf der Insel Hainan vor der chinesischen Küste. Er ähnelt dem Kleinen Rattenigel, wird allerdings etwas größer und hat einen deutlich längeren Schwanz.
- Vertreter der Gattung Kleine Rattenigel (Hylomys) sind durch ein rostbraunes Fell und einen kurzen Schwanz gekennzeichnet. Ihr Verbreitungsgebiet reicht von Myanmar und Südchina (Yunnan) bis Java und Borneo. Es sind sieben Arten bekannt:[1]
  - Hylomys dorsalis
  - Hylomys macarong
  - Hylomys maxi
  - der Zwergrattenigel (Hylomys parvus)
  - Hylomys peguensis
  - der Kurzschwanz-Rattenigel (Hylomys suillus)
  - Hylomys vorax
- Der Langohr-Rattenigel (Otohylomys megalotis) kommt nur im mittleren Laos vor.
- Die Gattung Philippinen-Rattenigel (Podogymnura) ist durch raue, fast schon stachelartige Haare gekennzeichnet. Ihre Vertreter leben auf den südlichen Philippinen. Vier Arten sind bekannt:
  - Dinagat-Rattenigel (Podogymnura aureospinula)
  - Mindanao-Rattenigel (Podogymnura truei)
  - Podogymnura intermedia[2]
  - Podogymnura minima[2]

Ausgestorbene Rattenigel, darunter solche der Gattung Deinogalerix, sind auch aus Europa bekannt. Sofern man die Gattung Galerix zur Unterfamilie der Rattenigel (Galericinae) zählt, trifft dies auch auf diese zu.